# Филофей (Феохарис)
Митрополи́т Филофе́й (греч. Μητροπολίτης Φιλόθεος, в миру Феоха́рис Феоха́рис, греч. Θεοχάρης Θεοχάρης; род. 9 июля 1977, Халкида) — архиерей Элладской православной церкви, митрополит Фессалоникский (с 2023 года), перед этим — епископ Ореонский, викарий Афинской архиепископии (2019—2023).

## Биография
Родился 9 июля 1977 года в Халкиде, в Греции.
Окончил богословский институт Афинского университета, после чего учился в аспирантуре Аристотелевского университета в Салониках.
16 февраля 2002 года был пострижен в монашество в монастыре Святого Георгия Арма близ города Филла.
17 февраля 2002 года митрополитом Халкидским Хризостомом (Триандафиллу) был рукоположен в сан иеродиакона, а 19 июня 2002 года им же — в сан иеромонаха с возведением в достоинство архимандрита.
До 2009 года служил проповедником, позднее эпитропом Халкидской митрополии. В 2016 году назначен секретарем Синодального комитета по церковному образованию и воспитанию духовенства.
В 2018 году был назначен секретарём (21 марта 2019 года назначен главным секретарём) Священного синода Элладской православной церкви.
15 октября 2019 года был рукоположен в сан титулярного епископа Ореонского, викария Афинской архиепископии.
9 октября 2023 года Священным синодом Элладской церкви избран митрополитом Фессалоникийским. 25 ноября того же года в Храме Софии Премудрости Божией в Салониках состоялась его интронизация.